# Distrito de Pagué
Pagué es un distrito de Santo Tomé y Príncipe, que comprende toda la isla de Príncipe, con una superficie aproximada de 142 kilómetros cuadrados. La capital, Santo Antonio, es también cabecera de la provincia de Príncipe. En el distrito se encuentra el Parque nacional Obo. 

## Estadística demográfica
- 1940 3.124 habitantes (5,2% del total nacional)
- 1950 4.402 habitantes (7,3% del total nacional)
- 1960 4.544 habitantes (7,1% del total nacional)
- 1970 4.593 habitantes (6,2% del total nacional)
- 1981 5.255 habitantes (5,4% del total nacional)
- 1991 5.471 habitantes (4,7% del total nacional)
- 2001 5.966 habitantes (4,3% del total nacional)

- Datos: Q1191739
- Multimedia: Pagué District / Q1191739